# 恩杜迪·埃比
恩杜迪·埃比（英語：Ndudi Ebi，1984年6月18日—），尼日利亚/英国职业篮球运动员。他在2003年的NBA选秀中第1轮第26顺位被明尼苏达森林狼选中。